# 第51屆威尼斯影展
第51屆威尼斯影展在威尼斯當地時間1994年9月1日到9月12日舉行，大衛·林區擔任評審團主席。

## 評審團
- 大衛·林區：導演。（評審團主席）
- 奧利維耶·阿薩亞斯：導演。
- 瑪姬麗塔·貝：演員。
- 蓋斯頓·卡柏（英语：Gaston Kaboré）：導演。
- 大島渚：導演。
- 大衛·斯特拉頓（英语：David Stratton）：影評人。
- 烏瑪·瑟曼：演員。
- ／ 马里奥·巴尔加斯·略萨：作家。
- 卡羅·維爾多內（英语：Carlo Verdone）：演員。

## 官方單元

### 正式競賽
以下電影被選定為競賽片：
| 中文片名           | 原文片名                                              | 導演              | 國家或地區                           |
| ------------------ | ----------------------------------------------------- | ----------------- | ------------------------------------ |
| 《聯社亞美利加》   | Lamerica                                              | 吉安尼·阿梅利奥   | 義大利                               |
| 《紙醉金迷》       | Pigalle                                               | 卡辛德·希迪       | 法國                                 |
| 《魔幻獵人》       | Magic Hunter                                          | 伊爾蒂蔻·恩伊達   | 匈牙利、 瑞士、 加拿大               |
| 《》               | Little Odessa                                         | 詹姆士·葛雷       | 美国                                 |
| 《夢幻天堂》       | Heavenly Creatures                                    | 彼得·傑克森       | 新西兰                               |
| 《六天六夜》       | À la folie                                            | 黛安娜·庫義斯     | 法國                                 |
| 《公牛》           | Il toro                                               | 卡洛·馬薩庫拉提   | 義大利                               |
| 《愛情萬歲》       | 《愛情萬歲》                                          | 蔡明亮            | 臺灣                                 |
| 《乳頭與月亮》     | La Teta y la luna                                     | 比加斯·盧納       | 西班牙                               |
| 《暴雨將至》       | Пред дождот                                           | 米柯·曼徹夫斯基   | 北馬其頓、 法國、 英国               |
| 《伊凡的冒險生活》 | Жизнь и необыча́йные приключе́ния солда́та Ива́на Чо́нкина | 伊利·曼佐         | 俄羅斯、 捷克、 英国、 法國、 義大利 |
| 《你將在陰影中》   | Una sombra ya pronto serás                            | 海克特·奧利維拉   | 阿根廷                               |
| 《心靈哭泣》       | Le Cri du coeur                                       | 伊德沙·屋德瑞古   | 布吉納法索、 法國                    |
| 《人群》           | Il branco                                             | 馬可·里西         | 義大利                               |
| 《危險男女》       | Somebody to Love                                      | 亞歷山大·洛可維爾 | 美国                                 |
| 《閃靈殺手》       | Natural Born Killers                                  | 奧利佛·史東       | 美国                                 |
| 《三兄妹》         | Três Irmãos                                           | 特雷莎·薇拉芙爾德 | 葡萄牙                               |
| 《陽光燦爛的日子》 | 《陽光燦爛的日子》                                    | 姜文              | 中国                                 |
| 《東邪西毒》       | 《東邪西毒》                                          | 王家衛            | 英屬香港                             |

## 獎項
- 金獅獎：
  - 《愛情萬歲》－ 蔡明亮
  - 《暴雨將至》－ 米爾科·曼徹夫斯基（英语：Milcho Manchevski）
- 銀獅獎：
  - 《夢幻天堂（英语：Heavenly Creatures）》－ 彼得·杰克逊
  - 《殺手悲歌》－ 詹姆士·葛雷
  - 《公牛》－ 卡洛·馬薩庫拉帝（英语：卡洛·馬薩庫拉帝）
- 評審團特別獎：《閃靈殺手》－ 奧利佛·史東
- 金奧塞拉獎（英语：Golden Osella）：
  - 最佳導演：吉安尼·阿梅利奥 － 《聯社亞美利加（英语：Lamerica）》
  - 最佳劇本：比加斯·卢纳、辜卡·嘉納絲（西班牙语：Cuca Canals） －《乳房與月亮》
  - 最佳攝影：杜可風 －《東邪西毒》
- 沃爾庇杯：
  - 最佳男演員獎：夏雨 －《陽光燦爛的日子》
  - 最佳男配角獎：羅貝多·西唐（英语：Roberto Citran） －《公牛》
  - 最佳女演員獎：瑪麗亞·德·梅黛洛 －《三兄妹》
  - 最佳女配角獎：凡妮莎·蕾格烈芙 －《殺手悲歌》

- 費比西獎：
  - 《愛情萬歲》－ 蔡明亮
  - 《暴雨將至》－ 米爾科·曼徹夫斯基（英语：Milcho Manchevski）

## 外部連結
- 官方网站